# باشگاه فوتبال میدنهد یونایتد
باشگاه فوتبال میدنهد یونایتد (به انگلیسی: Maidenhead United Football Club) یک باشگاه فوتبال در شهر میدنهد، کشور انگلستان است که در سال ۱۸۷۰ میلادی تأسیس شده‌است.